# Palos Blancos (Bolivia)
Palos Blancos es una pequeña ciudad y un municipio de Bolivia, ubicado en la región subandina en la provincia de Sud Yungas en el departamento de La Paz. Tiene una superficie de 3430 km² y una población de 16 786 habitantes (INE 2001).
Limita al norte con la provincia de Franz Tamayo, al oeste con las provincias de Larecaja y Caranavi, al este con el departamento del Beni y al sur con el municipio de La Asunta.

## Demografía

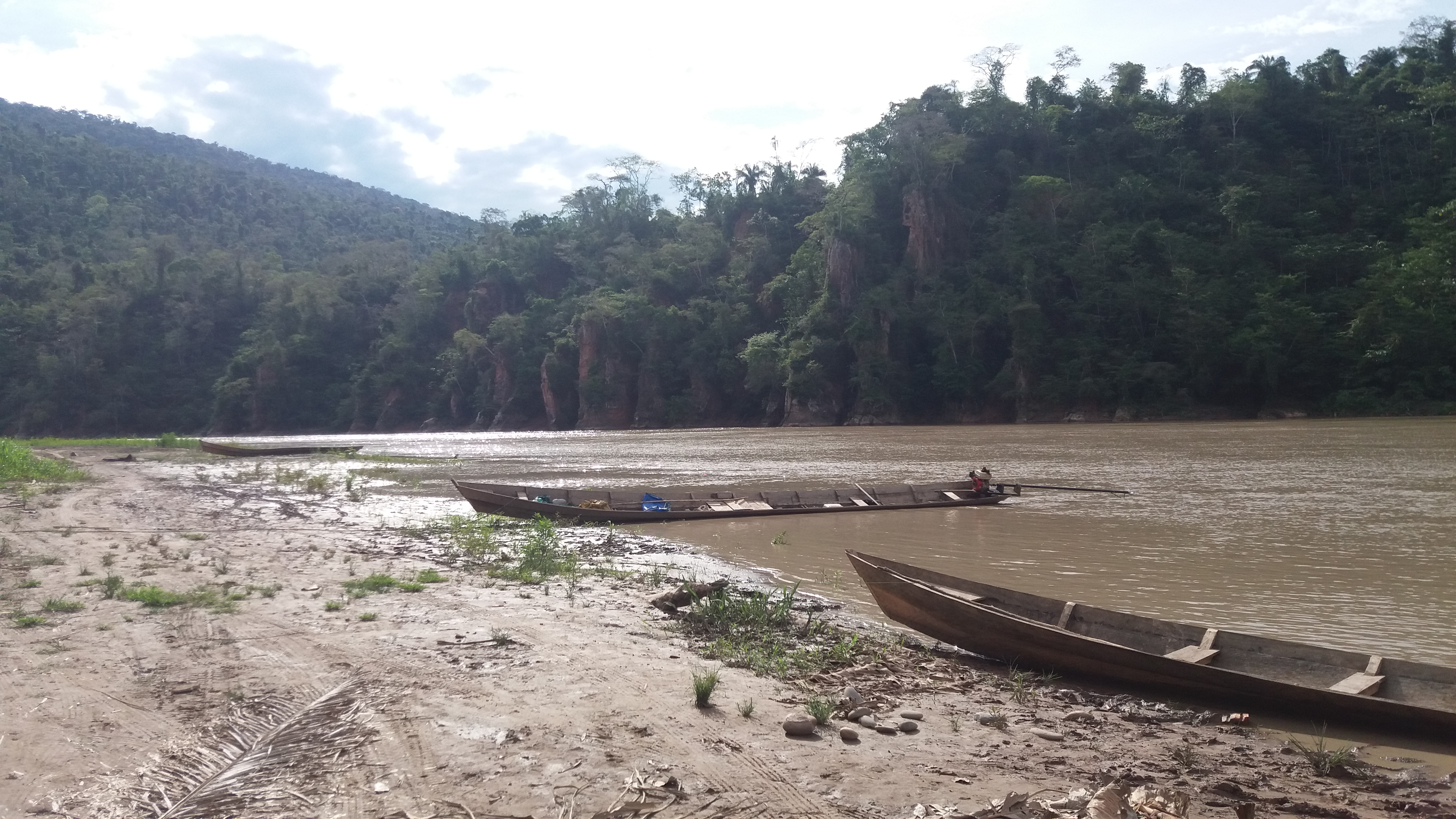
Río Inicua

De acuerdo con el censo boliviano de 2024, la población del municipio de Palos Blancos es de 26 995 habitantes.
La población del municipio aumentó más del doble entre 1992 y 2024:
| Año  | Habitantes (municipio) | Fuente |
| ---- | ---------------------- | ------ |
| 1992 | 12.643                 | Censo  |
| 2001 | 16.786                 | Censo  |
| 2012 | 24.636                 | Censo  |
| 2024 | 26.995                 | Censo  |

El municipio posee una superficie de 3430 km². Su densidad poblacional es, por tanto, de 7,87 hab./km².
- 7,430 Mujeres (44,26%) y 9,356 Hombres (55,74%).
- 2,961 Urbana (17,64%) y 13,825 Rural (82,36%).